# Dominik Salama
Dominik Salama (ur. 2 czerwca 1997 w Vantaa) – fiński hokeista.

## Kariera
- Kiekko-Vantaa Itä U16 (2011-2012)
- EHC U16 (2012-2013)
- HJK U17 (2013/2014)
- HJK U18 (2013-2014)
- Karhu-Kissat U18 (2014-2015)
- HPK U20 (2015/2016)
- HJK U20 (2015-2016)
- Karhu-Kissat U20 (2016-2018)
- Karhu-Kissat (2016/2017)
- Hunters (2018-2019)
- Jokipojat (2019)
- Kiruna AIF (2019-2020)
- Haugesund Seagulls (2020-2021)
- JHT (2021-2022)
- STS Sanok (2022-2023, 2023-2025)
- Cracovia (2025-)

Wychowanek klubu Kiekko-Vantaa w rodzinnym mieście. Karierę juniorską rozwijał w klubach EHC, HJK, Karhu-Kissat, HPK. W 2018 został zawodnikiem seniorskiego zespołu Hunters w trzeciej lidze Suomi-sarja. Był powszechnie chwalony za swoje występy w barwach tego klubu. W kwietniu 2019 przeszedł do Jokipojat w rozgrywkach Mestis (druga klasa), skąd odszedł na początku listopada 2019. W tym samym miesiącu został zawodnikiem szwedzkiego klubu w trzeciej lidze Hockeyettan. W sezonie 2020/2021 był zawodnikiem drużyny Haugesund Seagulls w drugiej klasie rozgrywkowej w Norwegii. Latem 2021 przeszedł do JHT w Mestis. Pod koniec stycznia 2022 został zaangażowany przez STS Sanok w rozgrywkach Polskiej Hokej Ligi. Po sezonie 2021/2022 przedłużył umowę z klubem. W lipcu 2023 opuścił klub, a w listopadzie 2023 ponownie podpisał kontrakt. Na początku stycznia 2025 odszedł z STS, po czym został zaangażowany przez Cracovię.

## Sukcesy
Klubowe
- Brązowy medal Mestis U20: 2017 z Karhu-Kissat U20
- Srebrny medal Suomi-sarja: 2019 z Hunters

Indywidualne
- Suomi-sarja (2018/2019):
  - Pierwsze miejsce w klasyfikacji skuteczności interwencji w sezonie zasadniczym: 93,45%[20][2]
  - Pierwsze miejsce w klasyfikacji średniej straconych goli w sezonie zasadniczym: 2,05
  - Pierwsze miejsce w klasyfikacji skuteczności interwencji w fazie play-off: 92,88%
  - Drugie miejsce w klasyfikacji średniej straconych goli w fazie play-off: 2,56
  - Najlepszy bramkarz sezonu[21]
  - Pierwszy skład gwiazd sezonu[22]
- HockeyEttan – Norra vår (2019/2020)[23]:
  - Pierwsze miejsce w klasyfikacji skuteczności interwencji w sezonie zasadniczym: 92,89%
  - Pierwsze miejsce w klasyfikacji średniej straconych goli w sezonie zasadniczym: 2,07